# Chrysobothris texcocana
Chrysobothris texcocana es una especie de escarabajo del género Chrysobothris, familia Buprestidae. Fue descrita científicamente por Domínguez en 1969.